# Veranda

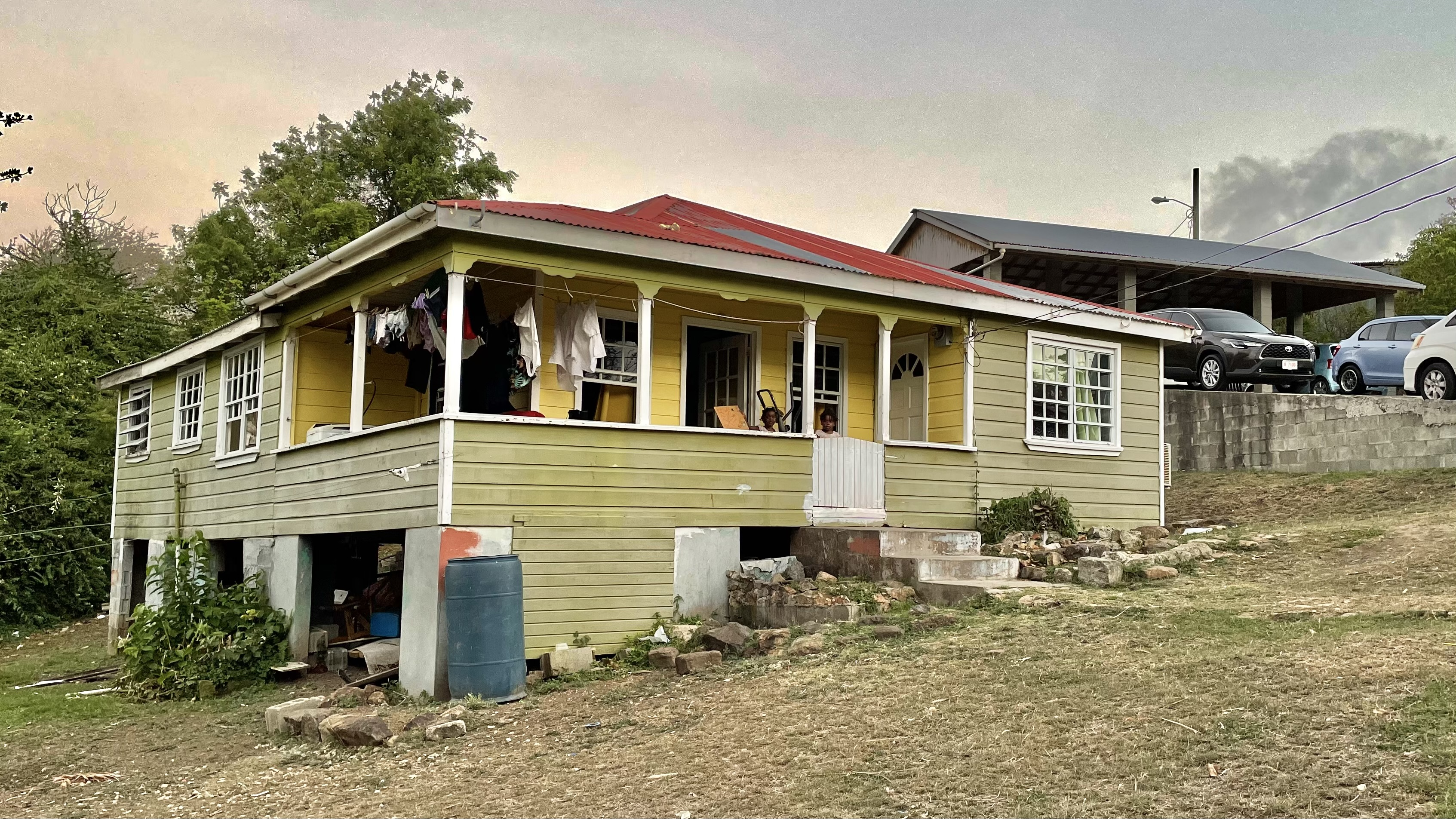
Een typisch Caribisch huis met een veranda in Antigua.

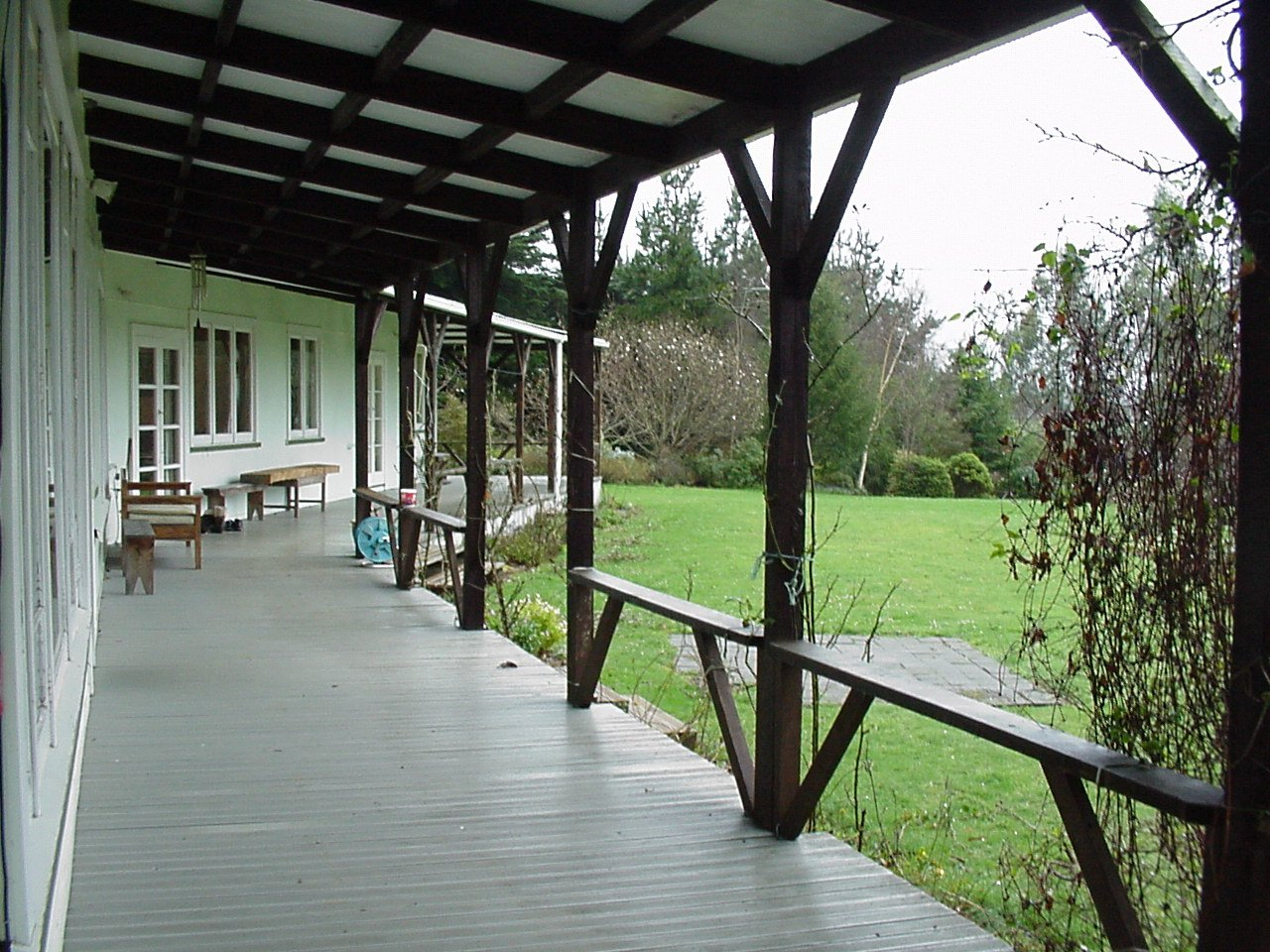
Veranda

Een veranda is een aanbouw aan een woning, meestal slechts een afdak steunend op houten palen. De vloer kan de bestaande vloer zijn, maar meestal is een houten vloer aanwezig die gelijk met de vloerhoogte binnenshuis doorloopt. 
Het woord is via het Engels ontleend aan het Hindi en is in die taal waarschijnlijk een Portugees leenwoord.
Een met glas afgesloten veranda wordt in Nederland een serre genoemd.
Een volledig afgesloten glazen aanbouw aan een woning wordt in Vlaanderen een veranda genoemd. Naast kleinere en eenvoudiger constructies bestaan er ook grote dure exemplaren die allebei dienen als extra leefruimte en binnenshuis een "outdoor-gevoel" oproepen. Varianten in de stijl van een afdak op palen worden in België eerder overdekte terrassen genoemd. Aanpalend aan Vlaamse veranda's wordt veelal een open terras of verharding aangelegd waarop dan tuinmeubilair staat.